# Helgo Bran

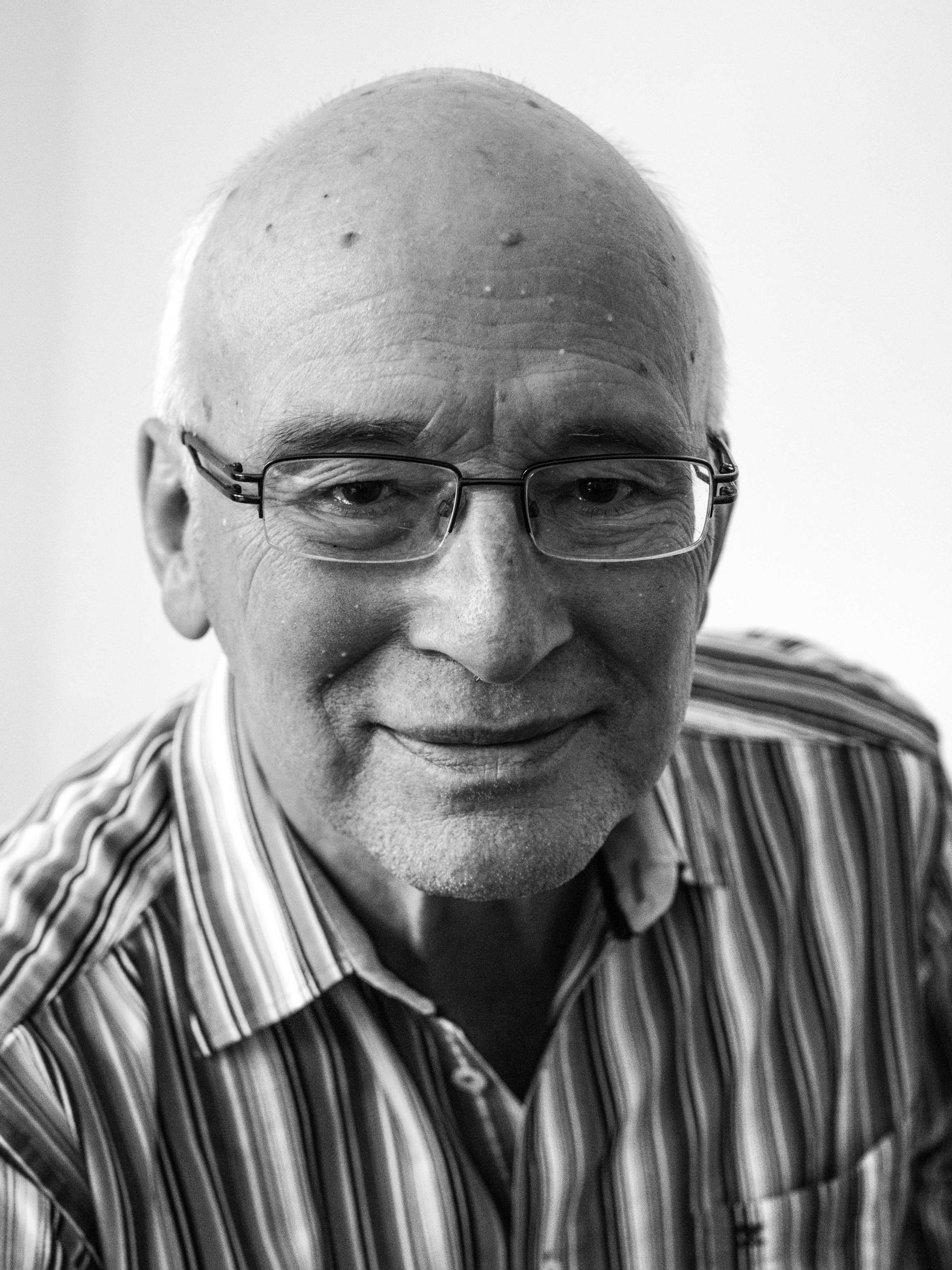
Helgo Bran 2013

Helgo Bran (* 23. April 1937 in Karlsruhe) ist ein ehemaliger deutscher Politiker (Bündnis 90/Die Grünen).
Helgo Bran ist der Sohn des Journalisten Friedrich Bran und dessen Frau Gisela, geb. Brettschneider. Bran machte das Abitur in Ettlingen und studierte Naturwissenschaften mit Hauptfach Biologie sowie Fremdsprachen und evangelische Theologie. Er war als Lehrer und Übersetzer tätig. Von 1980 bis 1984 war er einer der ersten grünen Landtagsabgeordneten in Baden-Württemberg. Bei der Landtagswahl am 16. März 1980 erzielte er mit 10,2 % das prozentual höchste Ergebnis von allen 70 Wahlkreisen für die Grünen in Baden-Württemberg. Er gewann das Zweitmandat im Wahlkreis Freiburg II. Im Frühjahr 1982 erregte er durch differenzierende Aussagen zu Kernkraftwerken den Unmut seiner Partei: Ein Hochtemperaturreaktor sei ihm lieber als ein „Schneller Brüter“, und ein unterirdischer Reaktor sei besser als ein oberirdisches Kernkraftwerk. Wegen dieser von den Grundsätzen der Parteibasis abweichenden Äußerungen forderten seine Parteikollegen ihn zur Niederlegung seines Mandats auf.
Aktuell beschäftigt er sich als Rentner mit verschiedenen biologischen Themen, insbesondere Mykologie und der weiteren Erforschung biologischer Rechts-Links-Merkmale (RLM).